# اویس عزیزی
اویس عزیزی (انگلیسی: Ovays Azizi؛ زادهٔ ۲۹ ژانویهٔ ۱۹۹۲) بازیکن فوتبال اهل افغانستان در پست دروازه‌بانی است.
از باشگاه‌هایی که در آن بازی کرده‌است می‌توان به تیم ملی فوتبال افغانستان اشاره کرد.